# Dasiops akidosus
Dasiops akidosus är en tvåvingeart som beskrevs av Mcalpine 1964. Dasiops akidosus ingår i släktet Dasiops och familjen stjärtflugor. Inga underarter finns listade i Catalogue of Life.